# Episodi di Graceland (prima stagione)
La prima stagione della serie televisiva Graceland, composta da 12 episodi, è stata trasmessa in prima visione assoluta negli Stati Uniti d'America dal canale via cavo USA Network dal 6 giugno al 12 settembre 2013.
In Italia la stagione è stata trasmessa in prima visione satellitare su Fox Crime, canale a pagamento della piattaforma Sky, dal 20 maggio al 5 agosto 2014.
In chiaro è trasmessa a partire dal 7 agosto 2015, con un doppio episodio in prima serata, sul canale MTV.
| nº | Titolo originale | Titolo italiano       | Prima TV USA      | Prima TV Italia |
| -- | ---------------- | --------------------- | ----------------- | --------------- |
| 1  | Graceland        | La recluta            | 6 giugno 2013     | 20 maggio 2014  |
| 2  | Guadalajara Dog  | Ammazza sbirri        | 13 giugno 2013    | 27 maggio 2014  |
| 3  | Heat Run         | A distanza            | 20 giugno 2013    | 3 giugno 2014   |
| 4  | Pizza Box        | La serata del ragù    | 27 giugno 2013    | 10 giugno 2014  |
| 5  | O-Mouth          | La guardia del corpo  | 11 luglio 2013    | 17 giugno 2014  |
| 6  | Hair of the Dog  | Punto di non ritorno  | 18 luglio 2013    | 24 giugno 2014  |
| 7  | Goodbye High     | Tintinnio             | 25 luglio 2013    | 1º luglio 2014  |
| 8  | Bag Man          | L'uomo che non c'è    | 8 agosto 2013     | 8 luglio 2014   |
| 9  | Smoke Alarm      | Sotto mentite spoglie | 15 agosto 2013    | 15 luglio 2014  |
| 10 | King's Castle    | Festa a sorpresa      | 22 agosto 2013    | 22 luglio 2014  |
| 11 | Happy Endings    | Colpevole o innocente | 5 settembre 2013  | 29 luglio 2014  |
| 12 | Pawn             | Una nuova vita        | 12 settembre 2013 | 5 agosto 2014   |